# Adrien Hurel
Adrien Hurel est un joueur de kayak-polo international français.
il remporta, avec l'équipe de France de kayak-polo espoir (-21 ans) le titre de champion du Monde en 2006 à Amsterdam (Pays-Bas) et de champion d'Europe en 2007 à Thury Harcourt (France).
De plus, il participa également au championnat du monde de Dragon Boat à Kaohsiung (Taiwan) en 2006 avec l'équipe de France sénior, avec laquelle il décrocha une médaille de bronze.

## Sélections
Sélections en équipe de France espoir de kayak-polo
- Championnats du monde 2006 : Médaille d'or [1]
- Championnats d'Europe 2007 : Médaille d'or [2]

Sélections en équipe de France sénior de dragon boat
- Championnat du monde 2006 : Médaille de Bronze[1]